# Plaça de John F. Kennedy
La plaça de John F. Kennedy, anteriorment coneguda com a d'Àngel Guimerà, és un espai urbà de Barcelona on conflueixen el carrer de Balmes, el passeig de Sant Gervasi i l'avinguda del Tibidabo, al límit entre els barris de Sant Gervasi - la Bonanova i el Putxet i el Farró. Hi ha l'estació d'Avinguda Tibidabo de la línia L7 dels Ferrocarrils de la Generalitat de Catalunya i l'inici del Tramvia Blau.

## Història
En aquest indret hi havia l'aiguabarreig dels torrents del Frare Blanc i del Maduixer, que formaven el torrent de l'Infern i, més avall, la riera de Sant Gervasi. A finals del segle xix era un barranc, amb la torre dels Craywinckel, coneguda com a Frare Negre, a la banda de la Bonanova, i a la banda del Putxet hi havia una bòbila, la fàbrica de teixits de seda Santonja i algunes residències unifamiliars, que formaven el passatge de Forasté.

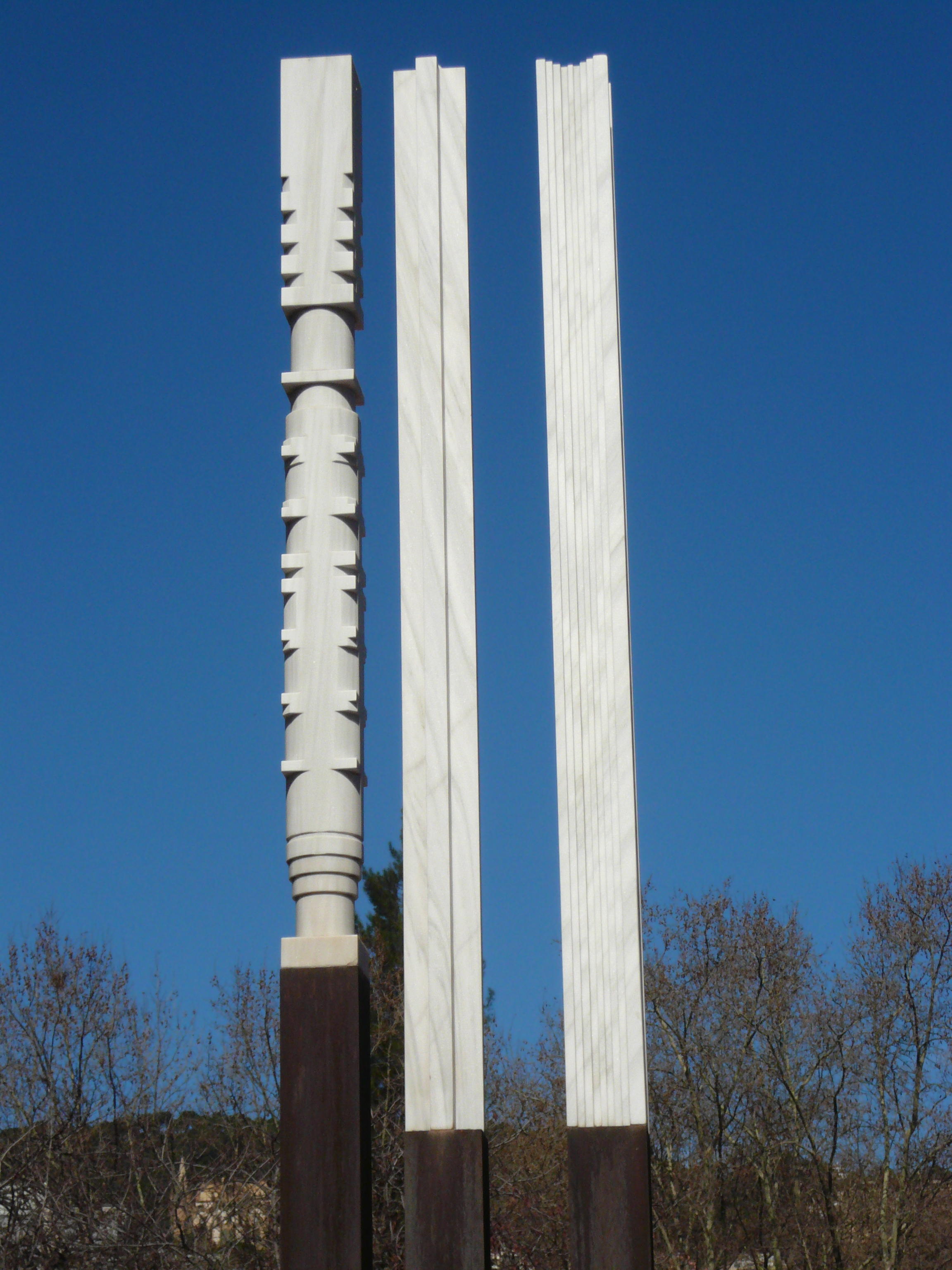
Columnes de terme, al centre de la plaça

El 1901 s'obrí l'avinguda del Doctor Andreu, actualment del Tibidabo, amb el palauet de la Tamarita a un costat, i a l'altre l'hotel-restaurant Metropolitan, avui La Rotonda. La plaça, dedicada al dramaturg Àngel Guimerà, es començà a urbanitzar a finals dels anys 1920 amb l'obertura del carrer de Balmes, seguint la llera de la riera. El 1936 s'inicià la urbanització de l'illa compresa entre el passeig de Sant Gervasi i els carrers de Balmes, Folgueroles i Moragas, amb la construcció del Grup residencial El Frare Negre, on hi havia hagut la torre del mateix nom. Els plànols definitius de la plaça són del 20 de març del 1950.
El 14 de desembre dek 1984 se n'aprovà la dedicació al president nord-americà John Fitzgerald Kennedy. El 1988 s'hi inaugurà l'escultura Columnes de terme, obra de Xavier Corberó.